# ملا آیرم
ملا آیرم (به لاتین: Mollaayrım) یک منطقه مسکونی در جمهوری آذربایجان است که در شهرستان تووز واقع شده است. ملا آیرم ۲۵۳ نفر جمعیت دارد.